# Stelis coriifolia
Stelis coriifolia är en orkidéart som beskrevs av John Lindley. Stelis coriifolia ingår i släktet Stelis och familjen orkidéer. Inga underarter finns listade i Catalogue of Life.